# AISA
|  | No s'ha de confondre amb AISA (microcotxe). |

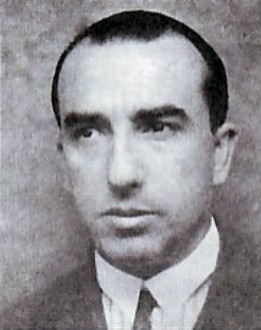
L'Enginyer Jorge Loring Martinez Fundador de AISA

La marca AISA és en realitat Aeronáutica Industrial Sociedad Anónima, empresa fundada per l'enginyer de camins Jorge Loring Martinez i que abans es coneixia per Loring. Havia sigut una empresa que es dedicava al Servei Tècnic Integral d'helicòpters, és a dir el manteniment, reparació, modernització, assistència tècnica, suport logístic i serveis d'enginyeria.

## Història
Després d'haver fundat l'empresa Loring Pujol i Cia, i haver dirigit l'empresa Talleres Hereter S. A., en 1934 es va constituir aquesta empresa en Madrid, per la construcció i manteniment d'avions, va construir diversos models d'avionetes, i fins i tot va arribar a construir els prototips dels autogiros C-7 i C-12 de Juan de la Cierva y Codorniu.
Durant el 1954 va adquirir l'empresa Iberavia, que també es dedicava a la construcció d'aeronaus i en 1999 passa a ser propietat de CASA, encara que va continuar operant amb el seu propi nom fins al 2002, en què CASA es va integrar en el grup EADS (European Aeronautic Defence and Space Company, Companyia Europea de Defensa de l'Espai Aeronàutic), i AISA va passar a integrar-se a Eurocopter.

## Fets importants

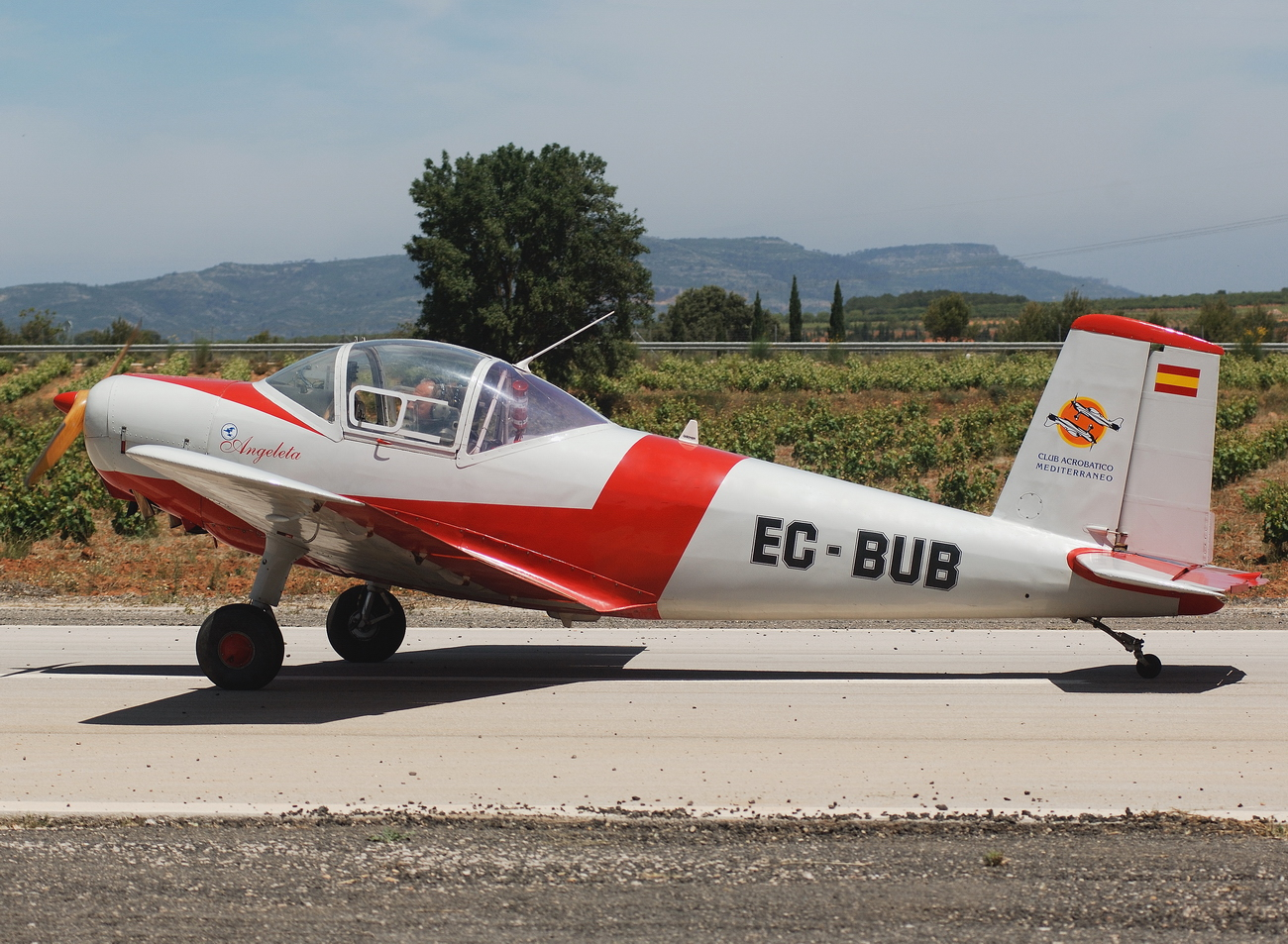
Avioneta AISA I-11B fabricada en 1952

A més de fabricar els avions relacionats a continuació :
- GP-1 .- (1935) Projecte de González Gil.Prototip
- AISA HM1-B (INTA Huarte Mendicoa).- (1942) Avió d'entrenament difícil de maniobrar[3]
- Loring X .- Prototip biplaça, de cabina tancada.[2]
- AISA I-11.- (1951) Avio lleuger d'entrenament. Construïts 2 prototips.
- AISA I-11B.- (1952) Avio lleuger d'entrenament, anomenat “Vespa”, versió de producció del I-11, que va servir en el Ejército del Aire d'Espanya. Construïdes 192 unitats.
- AISA I-115 .- (1956) Variant del I-11B, amb dos seients en tàndem, en comptes dels seients un al costat de l'altre. També utilitzat per l'Exèrcit de l'Aire. Construïdes prop de 200 unitats.
- AISA GN .- (1982) Prototip d'autogir, que no va arribar a entrar en producció.

Es van realitzar assajos de rotors d'helicòpter en 1953 impulsats per estatoreacctors.